# 鍾丁先解元墓
鍾丁先解元墓，是明末解元锺丁先的墓葬。位于中国广东省河源市紫金县凤安镇觉民彼岸庵左侧山。
解元墓建于清康熙年间。1987年6月公布为县级文物保护单位，类型为古墓葬。